# 忠武路駅

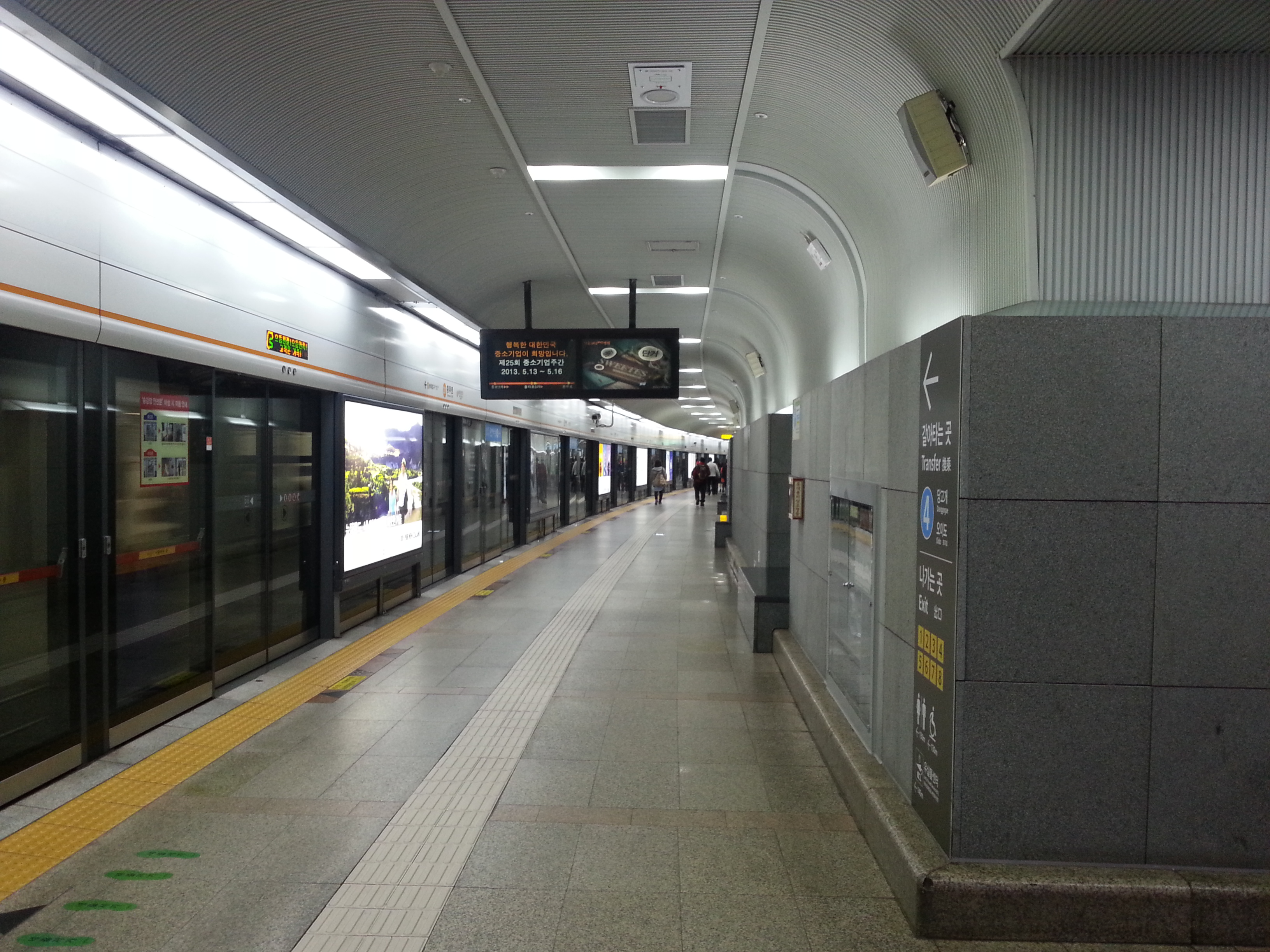
3号線 ホーム（2013年5月3日撮影）

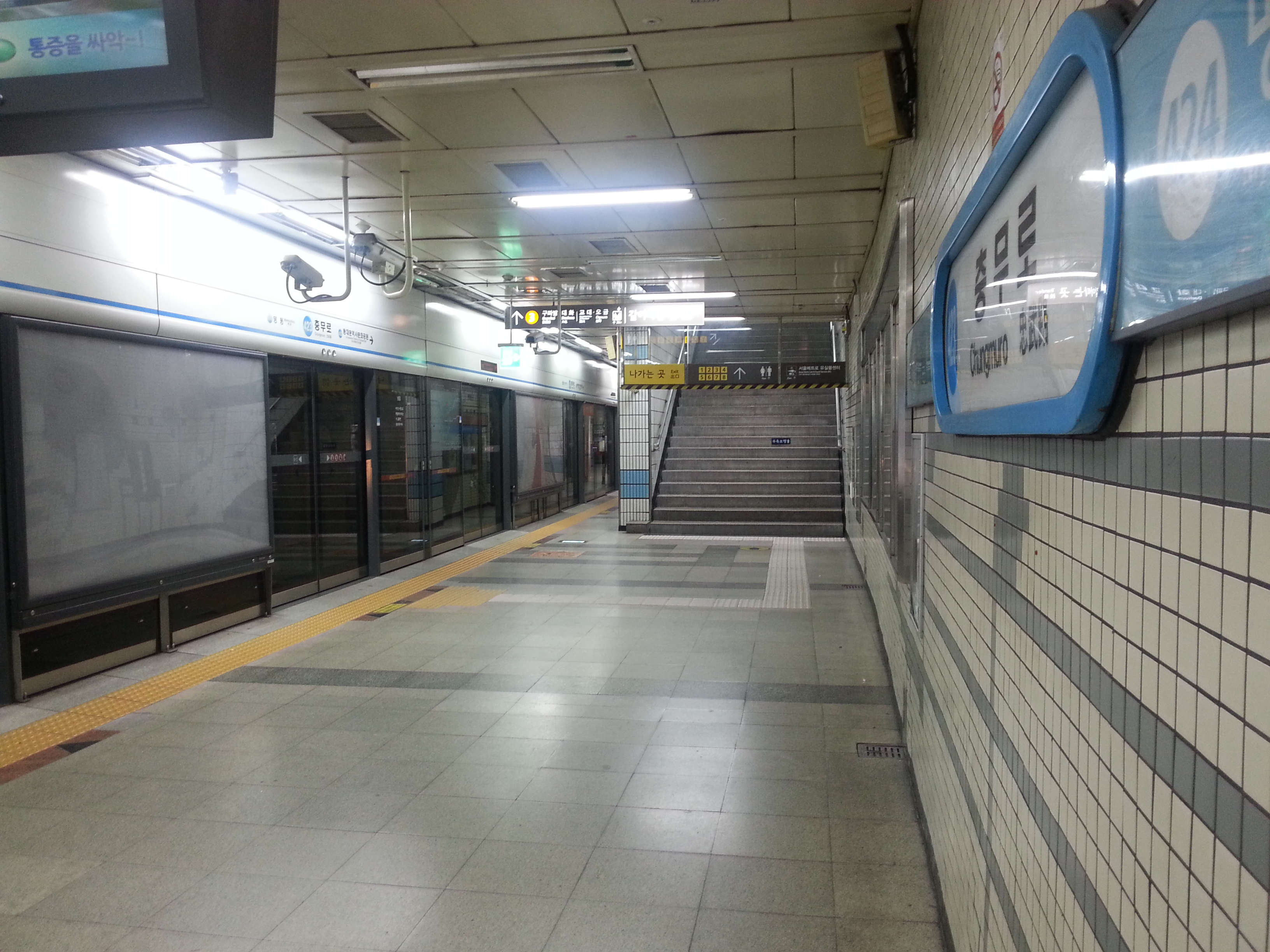
4号線 ホーム（2013年5月3日撮影）

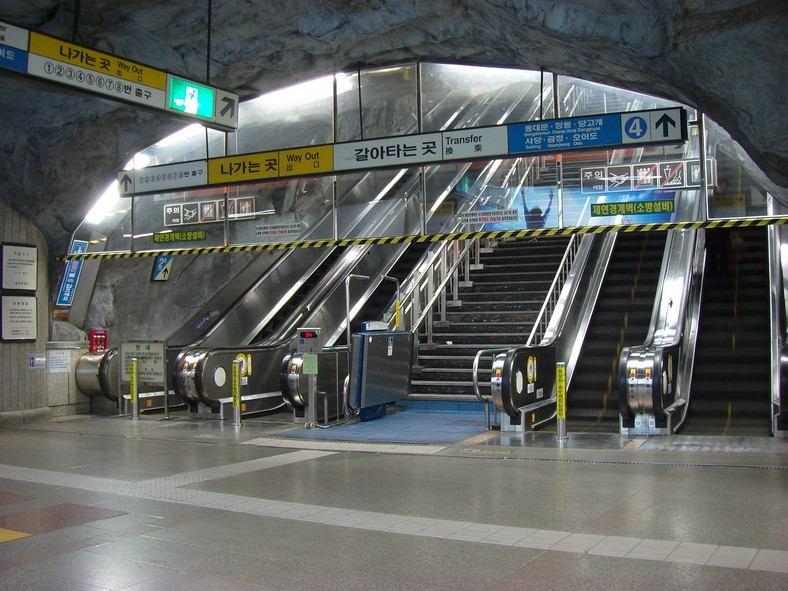
B4F - B3F間の階段（2007年11月25日撮影）

忠武路駅（チュンムロえき）は大韓民国ソウル特別市中区忠武路4街にある、ソウル交通公社の駅。

## 利用可能な鉄道路線
ソウル交通公社
 3号線 - 駅番号は(331)
 4号線 - 駅番号は(423)

## 駅構造
3号線のホームは地下4階にある。島式ホーム1面2線を有する地下駅で、フルスクリーンタイプのホームドアが設置されている。かつては3号線のホームの壁が岩石（人工のもの）でむき出しとなった洞窟のようなデザインであった。2013年に改装工事が行われ、今では他駅と同じような作りとなっている。
4号線のホームは地下3階にある。相対式ホーム2面2線を有する地下駅で、フルスクリーンタイプのホームドアが設置されている。
改札階は地下1階にあり、改札口は2ヶ所ある。化粧室は地下2階に1ヶ所ある。また、忘れ物センターがある。
出入口は1番から8番までの合計8ヶ所ある。

### のりば
のりばの番号は各線共に存在しない。
| B4F 3号線ホーム |       |                                      |
| 上り            | 3号線 | 鍾路3街・旧把撥・大谷・大化方面      |
| 下り            | 3号線 | 高速ターミナル・良才・水西・梧琴方面 |
| B3F 4号線ホーム |       |                                      |
| 上り            | 4号線 | 東大門・倉洞・蘆原・仏岩山方面       |
| 下り            | 4号線 | ソウル駅・舎堂・衿井・烏耳島方面     |

## 利用状況
近年の一日平均利用人員推移は下記のとおり。
| 路線          | 路線     | 2000年 | 2001年 | 2002年 | 2003年 | 2004年 | 2005年 | 2006年 | 2007年 | 2008年 | 2009年 | 出典  |
| ------------- | -------- | ------ | ------ | ------ | ------ | ------ | ------ | ------ | ------ | ------ | ------ | ----- |
| 3号線 · 4号線 | 乗車人員 | 34,438 | 35,220 | 37,762 | 37,994 | 38,663 | 36,326 | 34,949 | 34,256 | 33,957 | 33,873 | [ 1 ] |
| 3号線 · 4号線 | 降車人員 | 37,820 | 38,791 | 40,708 | 41,230 | 41,770 | 39,266 | 37,650 | 36,660 | 36,439 | 35,839 | [ 1 ] |
| 3号線 · 4号線 | 乗降人員 | 72,259 | 74,011 | 78,470 | 79,224 | 80,433 | 75,592 | 72,599 | 70,916 | 70,396 | 69,712 | [ 1 ] |
| 路線          | 路線     | 2010年 | 2011年 | 2012年 | 2013年 | 2014年 | 2015年 |        |        |        |        | [ 1 ] |
| 3号線 · 4号線 | 乗車人員 | 34,250 | 34,959 | 34,727 | 34,072 | 34,433 | 33,741 |        |        |        |        | [ 1 ] |
| 3号線 · 4号線 | 降車人員 | 35,853 | 36,362 | 35,858 | 35,465 | 35,675 | 34,860 |        |        |        |        | [ 1 ] |
| 3号線 · 4号線 | 乗降人員 | 70,103 | 71,321 | 70,585 | 69,537 | 70,108 | 68,601 |        |        |        |        | [ 1 ] |

## 駅周辺
- 交通放送
- 南山
- 南山ゴル韓屋村
- 大韓劇場
- 東国大学校
- ソウル中部警察署
- ソウル特別市都市鉄道公社研修院
- ソウル特別市建設安全管理本部
- ソウル市政開発研究院
- 中区庁
- 中部税務署（建替え中）
- 筆洞住民センター
- 韓国の家
- 毎日経済新聞
- 進陽商街
- 第一病院

## 歴史
- 1985年10月18日 -  ソウル特別市地下鉄公社3号線（当時）と ソウル特別市地下鉄公社4号線（当時）の駅が同時に開業。
- 2005年1月1日 - ソウル特別市地下鉄公社がソウルメトロに改称。

## 隣の駅
ソウル交通公社
 3号線
乙支路3街駅 (330) - 忠武路駅 (331) - 東大入口駅 (332)
 4号線
東大門歴史文化公園駅 (422) - 忠武路駅 (423) - 明洞駅 (424)